# The Chronicles of Riddick
The Chronicles of Riddick (bra: A Batalha de Riddick; prt: As Crónicas de Riddick) é um filme estadunidense de 2004, dos gêneros ação, suspense, aventura e ficção científica dirigido por David Twohy, com roteiro de Jim Wheat e Ken Wheat, baseado em seus personagens.

## Sinopse
Riddick vive exilado há cinco anos, mas resolve sair de seu esconderijo para combater os necromongers, guerreiros que escravizam os povos que se submetem e destroem os que resistem.

## Elenco
| ator                  | personagem   |
| --------------------- | ------------ |
| Vin Diesel            | Riddick      |
| Colm Feore            | Lord Marshal |
| Thandie Newton        | Dame Vaako   |
| Judi Dench            | Aereon       |
| Karl Urban            | Vaako        |
| Alexa Davalos         | Kyra         |
| Linus Roache          | Purifier     |
| Yorick van Wageningen | The Guv      |
| Nick Chinlund         | Toombs       |
| Keith David           | Imam         |
| Christina Cox         | Eve Logan    |